# جورج ديسنزو
جورج ديسنزو (بالإنجليزية: George DiCenzo)‏ مواليد 21 أبريل 1940 في نيو هيفن، الولايات المتحدة - الوفاة 9 أغسطس 2010 في بنسيلفانيا، الولايات المتحدة، هو ممثل ومنتج أمريكي بدأ مسيرته الفنية سنة 1970. ظهر في قرابة 30 فيلما. امتدت مسيرته الفنية لأكثر من 36 عاما.

## الأعمال
- لقاءات قريبة من النوع الثالث
- فتى فريسكو
- العودة إلى المستقبل
- دليل لإدراك قديسيك

## روابط خارجية
- جورج ديسنزو على موقع IMDb (الإنجليزية)
- جورج ديسنزو على موقع ألو سيني (الفرنسية)
- جورج ديسنزو على موقع أول موفي (الإنجليزية)
- جورج ديسنزو على موقع قاعدة بيانات برودواي على الإنترنت (الإنجليزية)
- جورج ديسنزو على موقع قاعدة بيانات الأفلام السويدية (السويدية)
- جورج ديسنزو على موقع قاعدة بيانات الفيلم (الإنجليزية)
- جورج ديسنزو على موقع كينوبويسك (الروسية)